# Catocala variegata
Catocala variegata là một loài bướm đêm trong họ Erebidae.